# Монети євро Нідерландів
Монети євро Нідерландів — вісім монет євро, випущених Монетним двором Нідерландів. Кожна з монет містить портрет королеви Нідерландів Беатрікс, 12 зірок ЄС, рік випуску. По гурту монет в один і два євро нанесено напис голландською: «God zij met ons» («З нами Бог»).
Хоча в Нідерландах в обігу перебувають усі 8 монет, при готівкових розрахунках відбувається округлення у бік ближчих 5 центів, відоме, як шведське округлення.

## Дизайн монет
| 0,01 €                    | 0,02 € | 0,05 €                                                        |
| ------------------------- | ------ | ------------------------------------------------------------- |
|                           |        |                                                               |
| Профіль королеви Беатрікс |        |                                                               |
| 0,10 €                    | 0,20 € | 0,50 €                                                        |
|                           |        |                                                               |
| Профіль королеви Беатрікс |        |                                                               |
| 1,00 €                    | 2,00 € | Гурт монети в €2                                              |
|                           |        | По гурту нанесені слова «GOD * ZIJ * MET * ONS» (Бог з нами). |
| Профіль королеви Беатрікс |        |                                                               |

У січні 2014 року введені в обіг монети номіналом 1, 2, 5, 10, 20, 50 центів, €1 та €2 із портретом нового короля Нідерландів Віллема-Олександра.

## Випуск монет
Джерело:
| Номінал | €0.01       | €0.02       | €0.05       | €0.10       | €0.20      | €0.50      | €1.00      | €2.00       |
| ------- | ----------- | ----------- | ----------- | ----------- | ---------- | ---------- | ---------- | ----------- |
| 1999    | 47,800,000  | 109,000,000 | 213,000,000 | 149,700,000 | 86,500,000 | 99,600,000 | 63,500,000 | 9,900,000   |
| 2000    | 276,800,000 | 122,000,000 | 184,200,000 | 156,700,000 | 67,500,000 | 87,000,000 | 62,800,000 | 24,400,000  |
| 2001    | 179,300,000 | 145,800,000 | 205,900,000 | 193,500,000 | 97,600,000 | 94,500,000 | 67,900,000 | 140,500,000 |
| 2002    | 800,000     | 53,100,000  | 900,000     | 800,000     | 51,200,000 | 80,900,000 | 20,100,000 | 37,200,000  |
| 2003    | 58,100,000  | 151,200,000 | 1,400,000   | 1,200,000   | 58,200,000 | 1,200,000  | 1,400,000  | 1,200,000   |
| 2004    | 113,900,000 | 115,700,000 | 400,000     | 400,000     | 20,500,000 | 300,000    | 300,000    | 300,000     |
| 2005    | 400,000     | 400,000     | 80,400,000  | 300,000     | 300,000    | 300,000    | 200,000    | 200,000     |
| 2006    | 200,000     | 200,000     | 60,100,000  | 100,000     | 100,000    | 100,000    | 100,000    | 100,000     |
| 2007    | 200,000     | 200,000     | 78,600,000  | 200,000     | 200,000    | 200,000    | 100,000    | 100,000     |
| 2008    | 413,000     | 413,000     | 50,413,000  | 363,000     | 363,000    | 363,000    | 288,000    | 288,000     |
| 2009    | 254.000     | 249,000     | 40.299.000  | 209.000     | 209.000    | 209.000    | 149.000    | 149.000     |
| 2010    | 235.000     | 235.000     | 70.235.000  | 202.000     | 202.000    | 202.000    | 166.000    | 166.000     |

## Пам'ятні монети 2 євро
Монета «30 років прапору Європи» (жовтень 2015).
Аверс: прапор Європи, навколо котрого 12 стилізованих зображень людини.
Наклад: 1 000 000

## Золоті і срібні колекційні монети

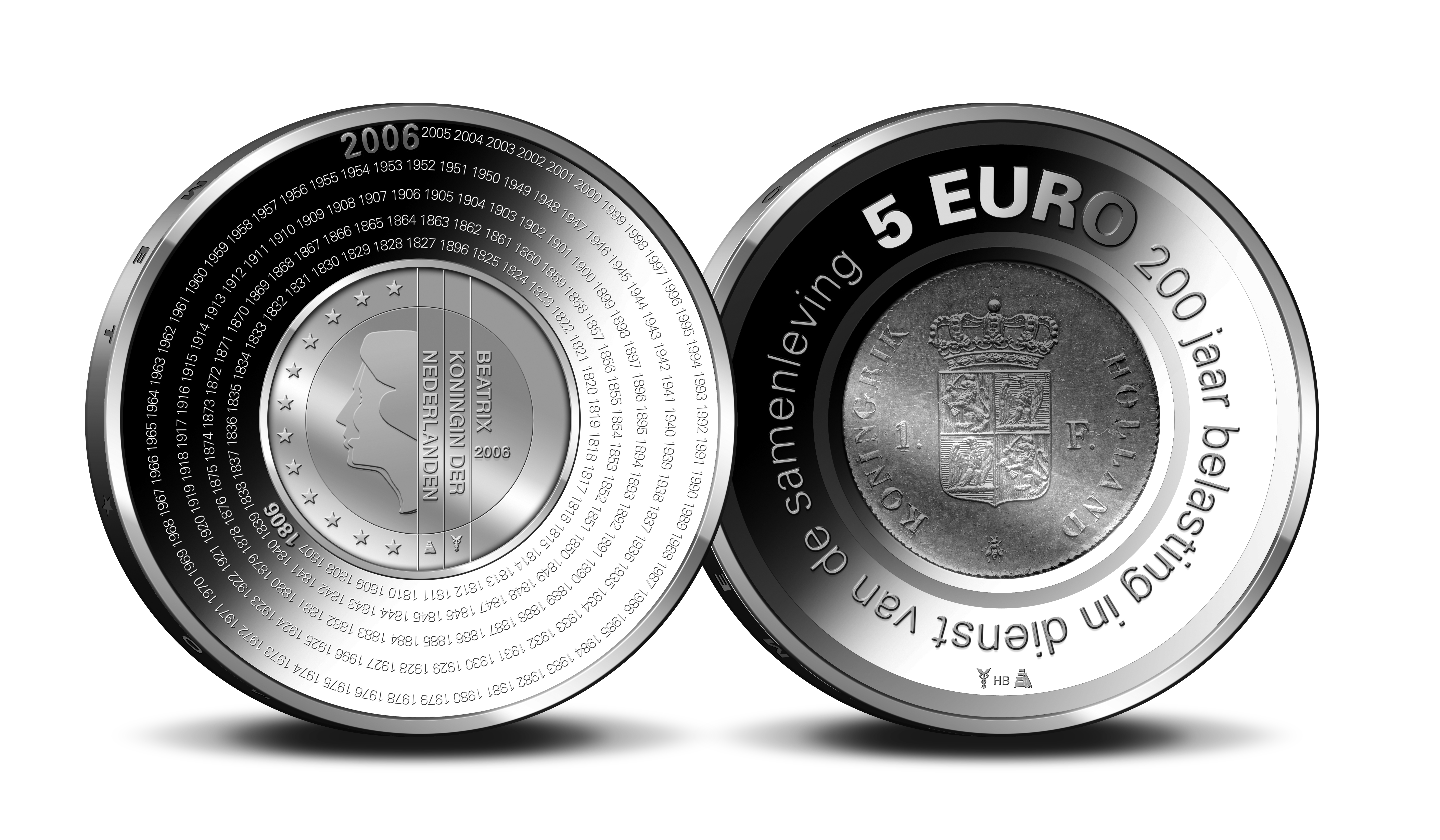
Ювілейні 5 євро

Крім серії пам'ятних монет Нідерландський Банк випускає серію колекційних монет номіналом €10 й €5. Однак ці монети перебувають в обігу тільки в Нідерландах і не можуть використовуватися як законний платіжний засіб в інших країнах Єврозони. Водночас навіть у Нідерландах такі монети рідко зустрічаються, оскільки практично одразу після випуску потрапляють у приватні колекції.